# Fernande Noukeu
Fernande Tchétché Noukeu (* 20. Juni 1988 in Lakota, Divo) ist eine ivorische Fußballspielerin. 

## Karriere

### Verein
Noukeu startete ihre Karriere im Département de Divo bei dem Lakota FC. Im Juni 2010 verließ sie Lakota und wechselte in die höchste ivorische Frauenliga zu Omness de Dabou.

### Nationalmannschaft
Im November 2011 wurde sie erstmals in die Ivorische Fußballnationalmannschaft der Frauen berufen. Am 26. Oktober 2012 wurde sie in den endgültigen Kader für den Coupe d’Afrique des nations féminine de football angenommen.

## Privates
Nach ihrem Abschluss 2006 am Lycee Victor Lobad d’Abobo in Abobo begann sie neben ihrer aktiven Karriere ein Schauspiel-Studium an der Université d’'Abobo-Adjamé.